# Socratische methode
De socratische methode is een manier om tot ware kennis (over de ideeënwereld) te komen. De Atheense filosoof Socrates gebruikt deze in de dialogen van zijn leerling Plato. Een belangrijke rol speelt daarbij het stellen van vragen.
Daarbij moet een combinatie van drie submethodes gehanteerd worden. 
- Anamnese (Oudgrieks: anamnêsis) is het ‘zich herinneren’ van de vormen der ideeënwereld.
- Hermeneutiek (hermêneutikê technê) is de methode waarmee Socrates probeert grip te krijgen op het transcendente ‘zijnde’, de vormen, door middel van ‘lagere’ zaken zoals het dagelijks leven en specifieke redeneringen.
- Maieutiek (maieutikê technê) is letterlijk de ‘kunde van de vroedvrouw’: de manier waarop men iemand anders of zichzelf kan helpen in contact te komen met ware kennis, anders gezegd: te helpen die kennis over de vormen te ‘baren’.

Daarnaast gebruikt Socrates in de dialoog ironie (eirôneia): hij doet alsof hij de redenering van zijn gesprekspartner volgt, terwijl later blijkt dat hij het niet met hem eens is. Dit leidt tot elenchus (elenchos): het op de proef stellen van de opvattingen van zijn gesprekspartner.

## Achterliggende theorie
Het doel van het gehele oeuvre van Plato lijkt te zijn: te onderzoeken welke diepere, grotere, achterliggende principes er verscholen liggen voorbij de waarneembare werkelijkheid, die de oorzaak zijn van alles. Zijn deze principes er? Zo ja: met welke methode kunnen we ze dan bevatten? En wat zijn die principes nu precies van aard?
Plato poneert als verklaringsmodel zijn ideeënwereld of vormenwereld. Het aannemen van het bestaan van transcendente ' ideeën ' of  (grond)vormen  (ideai) lijkt hem de beste manier om de achterliggende principes van onze belevingswereld te begrijpen.  De meeste mensen hebben in hun hoofd wel een soort beeld van abstracta zoals het Schone, het Ware of het Goede. Dit zijn volgens Plato de zogenaamde Ideai. De vergankelijke werkelijkheid, de wereld om ons heen, bestaat uit dingen die alle deelhebben (metechein) aan deze vormen; ze bestaan zelfs alleen voor zover ze deelhebben aan de vormen. De vormen zijn onvergankelijk (athanatos) en transcendent: ze ‘zijn’ echt, terwijl de vergankelijke wereld slechts ‘is’ voor zover ze deelheeft aan de vormen.

## Methode
In Plato's vroege dialogen bespreekt Socrates bij het in contact brengen met de vormenwereld gewoonlijk een vraag naar een centraal begrip. Wanneer hij bijvoorbeeld vraagt “wat is rechtvaardigheid?” is dit in feite een poging contact te maken met de vorm of het prototype van het Rechtvaardige. Zijn gesprekspartner komt dan op de proppen met een bepaalde definitie. Socrates gaat eerst mee in diens betoogtrant, en laat hem zijn definitie uitwerken: dat wordt Socratische ironie (eironeia) genoemd. Vervolgens geeft hij tegenargumenten, waarop de gesprekspartner moet toegeven dat zijn definitie niet houdbaar is, en dat hij niet weet wat dan wel een juiste definitie is: dat is elenchos, ‘het op de proef stellen’.
Wanneer zijn gesprekspartner door discussie met Socrates eenmaal weet dat hij eigenlijk niets weet, dán kan het echte werk beginnen. Socrates gaat nu proberen, door de juiste vragen te stellen, tevoorschijn te halen wat hij wél kan weten over het onderwerp. Hij stelt dan slechts de vragen, maar verschaft niet de antwoorden: die komen van zijn gesprekspartner zelf. Deze is hier bezig zijn eigen ziel te onderzoeken met zijn geest, om zijn kennis (epistêmê) over de vormen wakker te schudden. Deze kennis komt niet van Socrates, maar van hemzelf, door middel van anamnese. Socrates helpt alleen bij het tevoorschijn komen van deze kennis: dat wordt maieutiek genoemd, de ‘kunde der vroedvrouwen’, omdat hij als het ware iemand helpt bij het ‘baren’ van kennis. Volgens Plato is de ziel onsterfelijk en heeft vóór de geboorte van een nieuw individu de Vormen aanschouwd, het is nu alleen zaak om zich deze Vormen opnieuw te herinneren, om als het ware (zoals Socrates doet) de taak van de vroedvrouw te spelen om deze kennis terug te brengen. Plato beschrijft deze maieutiek blijkbaar alleen wanneer iemand door een ander wordt geholpen: niet wanneer hij zichzelf ‘helpt’ zijn eigen kennis te ontwikkelen. Dan is het simpelweg anamnese. Maieutiek geeft nog niet meteen contact met de vormen: de dialoog eindigt bij Plato meestal in onwetendheid (aporia). De ziel is nu voorbereid op het aanschouwen van de vormen, maar wanneer dit werkelijk zal gebeuren wordt mede bepaald door het lot of de goden of iets anders.
Hier werken dus maieutiek en anamnese samen om toegang te verschaffen tot kennis over de vormen. Een van beide is steeds niet genoeg om het (voorbereidende) werk te doen. Anamnese wordt niet vanzelf in gang gezet: de herinnering kan in sluimertoestand blijven verkeren, zoals te zien in de meeste mensen die zich niet bezighouden met de filosofie. Elk mens heeft namelijk van nature die herinnering in sluimerende toestand meegekregen vanuit het prenatale contact met de vormenwereld, maar ontwikkelt deze niet noodzakelijkerwijs. Aan de andere kant kan maieutiek ook niet werken zonder anamnese: dan valt er niets te baren. Iets soortgelijks geldt ook voor anamnese en hermeneutiek: hermeneutiek is een manier om de anamnese op te wekken, maar zou zonder die herinnering niets uit te vinden hebben. Het verband tussen maieutiek en hermeneutiek is wat minder in het oog springend. Beide zijn aspecten van de socratische methode, zoals hierboven beschreven. Hermeneutiek is de manier waarop Socrates te werk gaat, maieutiek is wat hij probeert te bereiken. Alle drie zijn kernbegrippen in het werk van Plato.

## Toepassingen
- In de cognitieve gedragstherapie is de socratische dialoog een gesprekstechniek die wordt gebruikt om de cognitieve vervormingen van de patiënt in twijfel te trekken en tegenstrijdigheden in zijn denken aan het licht te brengen.
- De socratische dialoog wordt tegenwoordig onder meer ook in counseling als gesprekstechniek gebruikt, en door bedrijven georganiseerd waar men aan zelfreflectie wil doen. Zie ook Socratische methode bij Nelson.
- Verder worden ook populair-filosofische zelfhulpboeken gepubliceerd, min of meer geïnspireerd op de socratische methode.